# Трг платана
Трг платана је централни градски трг и један од симбола Требиња.

## Историјат
Платани лат. Platanus су један од најпрепознатљивијих симбола Требиња. Аустро-Угарска је после анексије Босне и Херцеговине 1878. године, затекла у центру града гробље и одлучено је да га измјесте, а на његово мјесто посаде 16 платана. Временом је у граду засађено још платана, тако да их сада има око 80.

## Тренутно стање
У близини трга је и средњовијековна пијаца, уједно и једина пијаца без тезги, гдје се на дрвеним столовима продају најпознатији производи Требиња као сто су мед, вино, воће и поврће.

Животни вијек платана је 300 година, у градским срединама то је упола мање. Иако је установљено да су поједини платани обољели, експерти сматрају да нису потребне озбиљне интервенције.

## Легенда
Са Аустроугарском је у Требиње стигао барон Бабић, који је био командант града. У помен на своју кћер која је услијед болести умрла са 16 година, барон Бабић је посадио у центру града 16 платана.